# Dendrophora
Dendrophora  is een geslacht van schimmels behorend tot de familie Peniophoraceae. Het bevat alleen Dendrophora erumpens.